# Zentralabteilung im Reichsmarineamt
Das Reichsmarineamt (RMA) wurde mit Allerhöchster Kabinettsorder vom 30. März 1889 eingerichtet und hierin die Zentralabteilung (M) gebildet.

## Aufgaben
Die Zentralabteilung im Reichsmarineamt war das Büro des Staatssekretärs des Reichsmarineamtes, wobei alle Angelegenheiten (Ein- und Ausgänge) des Amtes über diese Abteilung liefen. Dies betraf auch die persönlichen Angelegenheiten der Mitarbeiter (wie z. B. Ordensangelegenheiten) und den Verkehr der deutschen und fremden Marineattachés.
Ebenso wurde die der Repräsentation des Staatssekretärs über die Zentralabteilung geregelt.

## Abteilungschefs
- Korvettenkapitän Alfred Herz: 1889 bis 1892
- Kapitänleutnant Hugo Pohl: 1892
- Korvettenkapitän Paul Jaeschke: 1892 bis 1895
- Korvettenkapitän Hugo Pohl: 1896 bis 1899
- Fregattenkapitän August von Heeringen: 1899/1900
- Fregattenkapitän Eugen Kalau vom Hofe: 1900
- Fregattenkapitän August von Heeringen: 1900/1901
- Kapitän zur See Hugo Pohl: 1901 bis 1903
- Korvettenkapitän/Kapitän zur See Reinhard Scheer: 1903 bis 1908
- Kapitän zur See Gustav Bachmann: 1908 bis 1910
- Konteradmiral Christian Schütz: 1910 bis 1912
- Kapitän zur See Albert Hopman: 1912 bis 1915
- Kapitän zur See Heinrich Löhlein: 1915/1916
- Kapitän zur See Hans Seebohm: 1916 bis 1919

## Gliederung
- Personalangelegenheiten, Organisation und Geschäftsbetrieb des Reichsmarineamts (M I)
  - Hausoffizier (M Ia)
  - Adjutant des Staatssekretärs (M Ib)
- Allgemeine Angelegenheiten des Reichsmarineamts, Attachéangelegenheiten (M II)
- Zentralbüro (B.D.)
- Chiffrierbüro (Ch.B.)
- Druckschriftenverwaltung (D.V.)

## Bekannte Personen (Auswahl)
- Korvettenkapitän Erich Gühler: 1898/99
- Kapitänleutnant Georg von Ammon: April 1907 bis Oktober 1907 Referent, dann Vorstand der Abteilung für militärische Fragen der Schiffskonstruktion und Waffenausbildung (A V) im Reichsmarineamt
- Kapitänleutnant/Korvettenkapitän Johann Bernhard Mann: 1912 bis 1914